# Wortfamilienwörterbuch
Ein Wortfamilienwörterbuch ist ein Sprachwörterbuch, das den zu behandelnden Wortschatz (derzeit erst nur einer Sprache) nicht alphabetisch wie in allgemeinen einsprachigen Wörterbüchern, sondern in einer semasiologisch-wortbildungsbezogenen Ordnung nach Wortfamilien zusammengefasst darstellt. Ziel der Wortfamilienwörterbücher ist es, die Zusammenhänge der Wortbildung des Wortschatzes einer Sprache synchron und/oder diachron darzustellen. Derzeit sind diese Wörterbücher noch vorwiegend als pädagogische Wörterbücher konzipiert. Außer für das Deutsche gibt es diesen jungen Wörterbuchtyp auch für das Russische und Französische.

## Beispiele
- A. Pinloche: Etymologisches Wörterbuch der deutschen Sprache. Enthaltend: ein Bilder-Wörterbuch mit erklärenden Legenden zu 5700 Abbildungen, ein Verzeichnis der Eigennamen und eine grammatische Übersicht. Larousse u. a., Paris u. a. 1922.
- Gerhard Augst: Lexikon zur Wortbildung. Morpheminventar. Narr, Tübingen 1975, ISBN 3-87808-624-5.
- Louis Jay Herman (Hrsg.): A Dictionary of Slavic Word Families. Columbia University Press, New York NY u. a. 1975, ISBN 0-231-03927-1.
- Howard H. Keller: A German Word Family Dictionary. Together with English Equivalents. University of California Press, Berkeley CA u. a. 1978, ISBN 0-520-03291-8.
- Gerhard Augst: Wortfamilienwörterbuch der deutschen Gegenwartssprache. In Zusammenarbeit mit Karin Müller, Heidemarie Lagner und Anja Reichmann. Niemeyer, Tübingen 1998, ISBN 3-484-73033-1.
- Boris Paraschkewow: Wörter und Namen gleicher Herkunft und Struktur. Lexikon etymologischer Dubletten im Deutschen. Walter de Gruyter Verlag, Berlin / New York 2004.
- Jochen Splett: Deutsches Wortfamilienwörterbuch. Analyse der Wortfamilienstrukturen der deutschen Gegenwartssprache, zugleich Grundlegung einer zukünftigen Strukturgeschichte des deutschen Wortschatzes. 18 Bände (insgesamt 11549 Seiten). de Gruyter, Berlin u. a. 2009, ISBN 978-3-11-021746-9.